# Anatoli Iegórov
Anatoli Iegórov   (6 de maig de 1933) fou un atleta rus, especialista en marxa atlètica, que va competir sota bandera de la Unió Soviètica durant la dècada de 1950.
En el seu palmarès destaca una medalla de plata en els 10 quilòmetres marxa del Campionat d'Europa d'atletisme de 1954, rere Josef Doležal, i el campionat soviètic dels 10 quilòmetres marxa de 1954 i el dels 50 quilòmetres marxa de 1955. Va establir els rècords del món de les dues hores, 30 quilòmetres i 50 quilòmetres marxa.